# Utilisation de l'eau
Pour un article plus général, voir Gestion de l'eau.
Les utilisations de l'eau sont traditionnellement réparties entre trois secteurs : domestique, agricole et industrielle en pourcentage de l’utilisation totale de l’eau. Le secteur domestique comprend généralement des utilisations domestiques et municipales ainsi que l'utilisation commerciale et gouvernementale de l'eau. Le secteur industriel comprend généralement l'eau utilisée pour le refroidissement des centrales électriques et la production industrielle. Le secteur agricole comprend l'eau pour l'irrigation et l'élevage. Le secteur de l'énergie (compris la production d'électricité et la production d'énergie primaire) est souvent inclus dans le secteur industriel dans les analyses de l'utilisation de l'eau ; gros utilisateur et consommateur, il peut faire d'autre part l'objet d'un comptage séparé.
Bien que cette classification fournisse des données précieuses, il s’agit d’un moyen limité d’examiner l’utilisation de l’eau dans un monde globalisé, dans lequel les produits ne sont pas toujours consommés dans leur pays d’origine. Le commerce international des produits agricoles et industriels crée en effet un flux mondial d’eau virtuelle, ou eau incorporée (assimilable à la notion d’énergie incorporée ou énergie grise). La notion d'empreinte eau y est attachée.
Selon la FAO,, l'agriculture occupe aujourd’hui 11 % de la surface des terres émergées de la planète aux fins de la production végétale et utilise autour de 70 % de toute l’eau tirée des aquifères, des cours d'eau et des lacs (eau douce). Elle est suivie par l'industrie (autour de 20 %) et le secteur domestique (autour de 10 %).

## Histoire
Les premières communautés agricoles dépendaient des caprices de la pluie naturelle et du ruissellement. La sédentarisation progressive apparue au Néolithique en Mésopotamie a associé développement de l'élevage et de l'agriculture, et conduit à la maîtrise des techniques hydrauliques - irrigation, terrassement, calcul de pente, gestion des crues, transports fluviaux et canalisation - et la constitution de formes d'habitat stable. Très vite va se poser la question de l'organisation des grands travaux, et singulièrement de travaux d'irrigation et de drainage, dans les vallées inondées ou inondables des pays semi-arides. Karl August Wittfogel appelle hydroagriculture et parfois agriculture lourde ce type d'activité humaine qui réclame des hommes et des conducteurs. Le lac Moéris que les Égyptiens avaient creusé pour arroser les plaines de Memphis à l'époque des sécheresses demeure un exemple remarquable de l'ingénierie hydraulique égyptienne. Autour et en fonction des problèmes hydraulique, une stratification sociale va émergé, une hiérarchie politique, un État. L'expansion des zones urbaines va éventuellement rendre nécessaire le développement de tuyauteries, canalisations et aqueducs sophistiqués, pour apporter de l'eau aux utilisateurs, et de systèmes innovants pour éliminer les déchets et eaux usées.
Les problèmes d'alimentation en eau se posent avec plus d’acuité à partir de la révolution industrielle pour devenir critique à partir du milieu du XXe siècle.
Au cours de la révolution industrielle et de l'explosion démographique du XIXe siècle, la demande d’eau va considérablement augmenter. La construction sans précédent de dizaines de milliers de projets d'ingénierie monumentaux conçus pour contrôler les inondations, protéger l'approvisionnement en eau douce et fournir de l'eau à l'irrigation ou à l'industrie hydroélectrique, a apporté des avantages considérables à des centaines de millions de personnes. Grâce à l'amélioration des réseaux d'égouts, les maladies liées à l'eau telles que le choléra et la typhoïde, autrefois endémiques dans le monde, ont été largement vaincues dans les pays les plus industrialisés. Les grandes villes survivent grâce à l'eau apportée par centaines et même à des milliers de kilomètres. La production de denrées alimentaires pour répondre aux besoins de la population mondiale dépend désormais largement des systèmes d'irrigation artificiels. Près d'un cinquième de l'électricité produite dans le monde est produite par l'hydroélectricité.
De nouvelles approches de la planification et de la gestion de l'eau apparaissent alors.
Entre le début du XXe siècle et la fin de celui-ci, les prélèvements d'eau mondiaux ont été multipliés par six, soit plus du double du taux de croissance démographique.
Aux États-Unis, les prélèvements en eau ont culminé en 1980, pour ensuite se stabiliser voire décroitre progressivement, résultat des efforts de conservation et efficacité dans l'utilisation de l'eau. Jusqu'en 2005, le secteur des fournitures publiques était le seul secteur d'utilisation d'eau qui augmentait continuellement depuis 1950, mais la consommation d'eau dans les services publics a diminué depuis 2010.
Aux États-Unis, la consommation d’eau pour la production électrique a augmenté de près de 400 % entre 1950 et 2005, mais elle a diminué d’environ 19 % entre 2005 et 2010. La consommation d'eau d'irrigation a augmenté d'environ 29 % entre 1950 et 2010. Elle s'est stabilisée à partir de 1980.

## Disponibilité de l'eau
Le rapport de l'eau de mer à l'eau douce sur Terre est d'environ 40 à 1. Seulement 0,3 % de l'eau douce est sous forme liquide à la surface de la terre. Environ 30 % de cette eau liquide est souterraine et quelquefois contaminée et impropre à la consommation humaine. Sur les 0,3 %, seulement 2 % sont dans les cours d'eau. Les ressources en eau renouvelables existant dans chaque pays varient considérablement et les moyennes annuelles masquent souvent une variabilité saisonnière considérable. Plus d'un milliard de personnes vivent dans des zones de stress hydrique, chiffre qui devrait plus que tripler d'ici 2025 (World Water Assessment Programme (en) (WWAP, 2014). D'ici à 2040, près d'un pays sur cinq devrait avoir un taux d'extraction extrêmement élevé, notamment au Moyen-Orient, en Asie centrale et en Inde,
En 2008, 52 millions de m3/jour étaient prélevés dans le monde par dessalement dans 13 869 usines de dessalement.

## Indicateurs d'utilisation de l'eau

### Eau consommée / Eau prélevée
L'eau prélevée et l'eau consommée sont deux indicateurs essentiels de l'utilisation de l'eau :
- on parle d'« eau prélevée » lorsque l'eau est retournée après son usage[10]; une autre définition considère que l'eau prise de son environnement devient une eau prélevée (Water withdrawals)[11].
- on parle d'« eau consommée » lorsque l'eau dans les cultures et l'industrie est incorporée au produit[10]. Dans l'autre définition l'eau consommée est une eau prélevée qui n'est pas restituée aux eaux de surface (par exemple évaporation dans un aéroréfrigérant) et n'est pas disponible pour une réutilisation en aval[11].

Sauf aux États-Unis (USGS), souvent les prélèvements en eaux de mer ou en eau saumâtre ne sont pas considérés dans ces indicateurs.
Dans le refroidissement de certaines centrales électriques thermiques, l'eau prélevée est rejetée dans l'environnement après usage, mais à une température légèrement supérieure. Elle est alors disponible pour réutilisation dans le même bassin. Des données de l'Institut d'études géologiques des États-Unis pour 1995 établissent que 2 % des eaux prélevées pour le refroidissement des centrales aux États-Unis étaient consommés.
L'eau prélevée peut être rejetée après épuration dans le cas des eaux grises et des eaux vannes ou de certaines eaux usées industrielles.
L'eau consommée désigne l'eau incorporée – dans les cultures, les produits industriels, ou notre corps – ou évaporée.
- L'eau d'irrigation agricole est incorporée ou évaporée, donc consommée. Une partie de l'eau d’irrigation retourne toutefois au cours d'eau dans des proportions difficilement quantifiables. L'agriculture qui fait usage de l'irrigation est le secteur principal de consommation d'eau.
- Une partie des eaux de refroidissement des centrales thermiques est évaporée, donc consommée (2 %).
- Le plan d'eau d'un barrage peut évaporer de l'eau qui constitue alors une eau consommée.

Dans les statistiques de l'Organisation de coopération et de développement économiques, les prélèvements d'eau sont définis comme de l'eau douce prélevée de sources d'eau souterraine ou de surface, de manière permanente ou temporaire, et acheminée vers un lieu d'utilisation. Si l'eau retourne à une eau de surface, le prélèvement de la même eau par l'utilisateur en aval est à nouveau pris en compte dans la compilation des prélèvements totaux: cela peut conduire à un comptage double. Les données comprennent des prélèvements pour l'approvisionnement public en eau, l'irrigation, les processus industriels et le refroidissement des centrales électriques. Les eaux de mine et les eaux de drainage sont incluses, tandis que l'eau utilisée pour la production d'hydroélectricité est normalement exclue.
Il est communément admis que l'eau consommée est un indicateur plus important que l'eau prélevée, parce qu’une grande part de l'eau prélevée est retournée à l'environnement et est potentiellement disponible pour réutilisation. Mais sous certaines conditions, le prélèvement d'eau est l'indicateur le plus important de l'utilisation de l'eau. Durant une sécheresse, ou dans des régions où l'eau est rare, il n'y aura tout simplement pas assez d'eau pour réaliser les services d'eau demandés. À cela s'ajoute que l'eau se raréfiant ou devenant trop chaude par temps de sécheresse, elle devient inadaptée pour le refroidissement des centrales.

### Eau virtuelle, empreinte eau, eau bleue, eau verte
Aux États-Unis, l'agriculture et la production d'électricité représentent la grande majorité des prélèvements d'eau directs (90 %). Une majorité de la consommation d'eau (60 %) est indirecte. On parle d'eau incorporée ou d'eau virtuelle, indicateurs qui s'avèrent utiles dans analyse du cycle de vie environnementale. 96 % des secteurs consomment indirectement plus d'eau dans leurs chaînes d'approvisionnement que directement. L'industrie agroalimentaire représente 30 % des retraits indirects.
Les concepts d'« eau bleue » et « eau verte » a été proposés en 1993 l'hydrologue suédoise Malin Falkenmark pour avoir une perspective plus réaliste de la différence entre prélèvements et consommations (Voir ci-dessus), afin d'améliorer les capacités de gestion des ressources en eau. Elle affine les concepts d'eau virtuelle et d'empreinte eau en établissant une distinction entre « eau bleue » et « eau verte ». On entend par « eau verte » les précipitations efficaces ou l'humidité du sol qu'utilisent directement les plantes, et par « eau bleue » l'eau des cours d'eau, lacs, aquifères ou réservoirs. Selon les définitions généralement retenues, l'« eau bleue » peut être déplacée pour les besoins de l'irrigation ou la mise à disposition à d'autres fins, tandis que l'eau verte est tirée sur place du profil de sol. Une étude publiée le 26 avril 2022 dans la revue Nature démontre que dans le cadre des mesures évaluant le franchissement des neuf limites planétaires (dont l'utilisation mondiale de l'eau douce fait partie), l'"eau verte" a été jusqu'ici sous évaluée, et que sa limite est déjà transgressée,.

## Utilisation de l'eau douce par secteur
Au niveau mondial l'agriculture et l'industrie sont les principaux consommateur d'eau douce :
| - Usage agricole: 70% - Usage industriel: 20% - Usage domestique: 10% Les retraits annuels d'eau douce de l'agriculture en % du prélèvement total d'eau douce, indice de la FAO, mesurent la pression exercée par l'irrigation sur les ressources en eau renouvelable d'un pays. Selon la Commission du développement durable (CDD), l'agriculture représente plus de 70 % de l'eau douce prélevée dans les lacs, les rivières et les sources souterraines. La plupart est utilisée pour l'irrigation, qui fournit environ 40 % de la production alimentaire mondiale. Les prélèvements d'eau peuvent dépasser 100 % des ressources renouvelables lorsque l'eau d'extraction des aquifères non renouvelables, ou des usines de dessalement, sont significatifs ou lorsque la réutilisation de l'eau est importante. Les prélèvements pour l'agriculture et l'industrie sont les retraits totaux pour l'irrigation et la production animale et pour une utilisation industrielle directe, refroidissement des centrales thermiques compris. |

Les utilisations de l'eau sont traditionnellement réparties entre secteurs : eau domestique, agricole et industrielle en pourcentage de l’utilisation totale de l’eau. Le secteur domestique comprend généralement des utilisations domestiques et municipales ainsi que l'utilisation commerciale et gouvernementale de l'eau. Le secteur industriel comprend généralement l'eau utilisée pour le refroidissement des centrales électriques et la production industrielle. Le secteur agricole comprend l'eau pour l'irrigation et l'élevage (abreuvement et nettoyage) (et la pêcherie - FAO). Le secteur de l'énergie (compris la production d'électricité et la production d'énergie primaire) est souvent inclus dans le secteur industriel dans les analyses de l'utilisation de l'eau; gros utilisateur et consommateur, il peut faire d'autre-part l'objet d'un comptage séparé.
La production hydroélectrique, la pêche et la navigation ne sont généralement pas incluses dans la comptabilisation de l’utilisation d’eau par secteur en raison d’un taux d'extraction physique minime. Ce qui n'enlève rien de l'importance de ces secteurs dans l'appréhension de l'état de santé d'une économie.
Les prélèvements totaux en eau douce pour l'ensemble de la planète sont évalués à 3 853 km3/an ce qui constitue 9 % des ressources totales en eau douce renouvelables. Les Prélèvements totaux en eau (eau salée comprise) pour l'ensemble de la planète sont évalués à 4 001 km3/an. Hors de cette dernière quantité 464 km3/an soit 12 % sont allés à un usage domestique, 768 km3/an soit 19 % sont allés à un usage industriel, 2 769 km3/an soit 69 % sont allés à un usage agricole.

### Secteur agricole

L'agriculture contribue pour 70 % des prélèvements et 93 % de la consommation globale essentiellement dans les pays en développement où ce secteur demeure une activité majeure.

Cette répartition en secteur met surtout en évidence la pression exercée par l'irrigation sur les ressources en eau renouvelable au niveau mondial (69-70 % des prélèvements totaux d'eau douce selon la FAO). Le rapport entre secteurs d'utilisation peut être modifié pour les pays favorisés par leur climat n'ayant pas recours à l'irrigation (agriculture pluviale) et pour lesquels les taux de prélèvement en eau à destination de l'agriculture avoisinent zéro. Dans ce cas, si le secteur industriel est significatif et consommateur d'eau il deviendra dominant (Belgique - jusqu'à 97%-, ou Allemagne par exemple). D'autre-part si le secteur industriel est inexistant ou faiblement consommateur, le secteur domestique peut alors dominer (République démocratique du Congo - 57 % -). Deux tiers des pays dédiant moins de 10 % de leurs prélèvements à l'agriculture (au nombre de 36) sont des pays industriels, avec un climat tempéré, en Europe. Dix-sept pays ont des prélèvements d'eau douce à destination de l'agriculture supérieurs à 90 %. Il faut insister sur le caractères saisonnier des prélèvements d'eau douce en agriculture. En France par exemple les prélèvements d'eau pour l'agriculture comptent en gros pour moitié dans les prélèvements totaux annuels ; en été, ils peuvent atteindre 70 %.
L’irrigation des matières premières pour la production de biocarburants se traduit par une empreinte eau importante pour ceux-ci.

### Secteur domestique
Les retraits pour usage domestique comprennent généralement l'eau potable, l'utilisation ou l'approvisionnement municipal et l'utilisation pour les services publics, les établissements commerciaux et les habitations (FAO).
L'usage domestique de l'eau en France fait référence à un prélèvement d’eau inférieur ou égal à 1 000 m3 d’eau par an et par personne (physique ou morale).

### Secteur industriel
Près de 10 % des prélèvements d'eau mondiaux en 2014 ont été réalisés pour l'industrie (à l'exclusion du secteur de l'énergie). Dans les pays industrialisés avancés, l'industrie représente 12 % des prélèvements d'eau, alors que dans de nombreux pays en développement, l'industrie représente moins de 8 %. L'eau est utilisée dans l'industrie pour le traitement, mais aussi pour la fabrication et le lavage. La production d'énergie primaire et la production d'électricité représentent d'autre-part environ 10 % du total des prélèvements d'eau mondiaux et environ 3 % de la consommation totale d'eau. Le total des prélèvements d'eau douce pour le secteur industriel tourne autour de 20%.

### Secteur de l'énergie
Le secteur de l'énergie, y compris la production d'électricité et la production d'énergie primaire, est souvent inclus dans le secteur industriel dans les analyses de l'utilisation de l'eau. Gros utilisateur et consommateur, il peut faire d'autre-part l'objet d'un comptage séparé.
52 milliards de mètres cubes d'eau douce seraient consommés chaque année pour la production mondiale d'énergie.

## Utilisation de l'eau par pays
Les prélèvements mondiaux d'eau douce provenant de sources d'eau de surface et d'eaux souterraines ont augmenté d'environ 1 % par an depuis les années 1980, la demande dans les pays en développement ayant fortement augmenté (WWAP, 2016). Actuellement, les eaux souterraines fournissent environ un tiers de l'approvisionnement. Les réserves d'eau souterraine se sont systématiquement réduites par un taux d'extraction de 1 à 2 % par an dans le monde, dépassant les taux de recharge (WWAP, 2012). On estime que 21 des 37 plus grands aquifères du monde sont gravement surexploités.

### Afrique
En 2010, environ 81% des prélèvements d’eau en Afrique étaient consacrés à l’agriculture, 4% à l’industrie et 15% à l’utilisation domestique (FAO 2016). En 2010, l'agriculture a prélevé 184 km3 d'eau douce, l'industrie 9 km3, le secteur domestique 33 km3.

#### République démocratique du Congo
Avec le fleuve Congo dont le bassin versant incorpore de manière assez étroite la totalité du pays - un débit moyen de 41 000 m3/s (1 260 km3/an), et des précipitations abondantes et régulières, la République démocratique du Congo n'est pas dépourvue d'eau. Les eaux de surface de la RDC représentent environ 52 pour cent des réserves en eau de l’Afrique. Cependant, l’abondance en eau contraste nettement avec l’approvisionnement effectif, estimé en 2000 à seulement 7 m3 par individu par an lorsque la quantité d’eau disponible par individu est estimée à 19 967 m3 (2008). L’utilisation d’eau par habitant en RDC est considérablement plus faible que celle de plusieurs pays arides du Sahel faisant face à un problème de pénurie physique d’eau.
Les prélèvements en eau douce vont principalement à un usage domestique (52 %), le secteur agricole bénéficiant des précipitations abondante a recours à une agriculture pluviale et ne nécessite que de très peu de prélèvements supplémentaires en eau pour l'irrigation (32 %), les prélèvements à destination de l'industrie sont faibles (16 %), le taux d'exploitation des ressources renouvelable en eau est bas (0,04 %). En 2000, FAO Aquastat a estimé que les prélèvements totaux d’eau s’élevaient à 356 millions de m3 pour cette année.
Malgré l’abondance des eaux de surface, la grande majorité de la population congolaise dépend des nappes phréatiques et des sources pour s’approvisionner en eau potable. On estime que les nappes phréatiques représentent presque 47 pour cent (421 km3 /an) des ressources hydriques renouvelables de la RDC. L'aquifère du bassin du Congo fait partie des 37 plus grands aquifères du monde, a dépassé son seuil de durabilité et est en déplétion,.

### Amérique du Nord
En 2010, environ 40 % des prélèvements d’eau en Amérique du Nord étaient consacrés à l’agriculture, 47 % à l’industrie et 13 % à l’utilisation domestique (FAO 2016). En 2010, l'agriculture a prélevé 241 km3 d'eau douce, l'industrie 289 km3, le secteur domestique 79 km3.
Aux États-Unis, tous les cinq ans, l’Institut d'études géologiques des États-Unis (USGS) compile les prélèvements d’eau des comtés, États et du pays, pour un certain nombre de catégories d’utilisation de l’eau. En 2010, environ 355 milliards de gallons par jour (355 Bgal/d, soit plus de 490 milliards de m3 sur l'année) ont été prélevés pour utilisation. 85 % étaient de l'eau douce, et 15 % de l'eau salée. L'USGS mentionne 428,6 Bgal/d, chiffres de 2005 pour les mêmes proportions en eau douce et en eau de mer . Les prélèvements pour la production d’électricité thermoélectrique et l’irrigation, les deux principales utilisations de l’eau, se sont stabilisés ou ont diminué depuis 1980. Les retraits destinés à l’approvisionnement public et les utilisations domestiques ont augmenté régulièrement depuis le début des estimations.
Les Grands Lacs d'Amérique du Nord constituent un des grands réservoirs d'eau douce du globe (un cinquième des eaux douces de surfaces) mais leur exploitation à des fin d'eau douce est proportionnellement peu élevée.

### Amérique du Sud
En 2010, environ 71 % des prélèvements d’eau en Amérique du Sud étaient consacrés à l’agriculture, 12 % à l’industrie et 17 % à l’utilisation domestique (FAO 2016). En 2010, l'agriculture a prélevé 154 km3 d'eau douce, l'industrie 26 km3, le secteur domestique 36 km3.

### Asie

#### Chine
En 2010, environ 65 % des prélèvements d’eau en Chine étaient consacrés à l’irrigation, 23 % à l’industrie et 12 % à l’utilisation municipale (FAO 2012). Les prélèvements d'eau par habitant s'élevaient à environ 460 mètres cubes par an.
Les ressources en eau de la Chine vont devenir de plus en plus soumises à l’urbanisation et au développement économique du pays. Sur le plan national, les ressources en eau renouvelables par habitant en Chine étaient de 2 070 mètres cubes en 2010, juste au-dessus du niveau de « stress hydrique » ; mais les ressources varient considérablement d'une région à l'autre. Les problèmes d’eau en Chine sont exacerbés par la disparité géographique entre l’offre et la demande: l’eau est beaucoup plus abondante dans le sud que dans le nord et l’ouest, où se concentrent les secteurs agricoles et industriels à forte intensité en eau. L'approvisionnement en eau limité et la pollution généralisée des réseaux hydrographiques dans certaines régions de Chine ont exercé une pression croissante sur les ressources en eaux souterraines (BIRD, 2009).
Parallèlement à ces efforts, la Chine développe sa capacités de dessalement et de grands projets d’infrastructure d’eau, notamment le projet de transfert d’eau du sud vers le nord, qui devrait être achevé en 2050 et détourner 45 milliards de mètres cubes d’eau par an (Le débit annuel cumulé du Tigre et de l'Euphrate!) des rivières du sud au nord sec. En dépit de ces mesures, la menace demeure que l’avenir de certaines industries à forte consommation d’eau - y compris certains types de production d’énergie - pourrait être limité dans certaines régions soumises à un stress hydrique par une compétition intense pour l’eau.

### Moyen Orient

#### Koweït
Au Koweït ce pays ne comportant pas de rivières, la FAO renseigne des prélèvements répartis entre eaux souterraines (45 %), eau dessalinisée (46 %) et eaux réutilisées (9 %).

### Europe
En 2010, environ 25 % des prélèvements d’eau en Europe étaient consacrés à l’agriculture, 54 % à l’industrie et 21 % à l’utilisation domestique (FAO 2016). En 2010, l'agriculture a prélevé 84 km3 d'eau douce, l'industrie 181 km3, le secteur domestique 69 km3. Deux tiers des pays dédiant moins de 10 % de leurs prélèvements à l'agriculture (au nombre de 36 dans le monde) sont des pays industriels avec un climat tempéré en Europe
En Europe, les cours d'eau (46 %) et les eaux souterraines (35 %) fournissent plus de 80 % du total de la demande en eau européenne.

#### France
En France, une majorité des informations connues sur les prélèvements en eau sont issues des données déclarées dans le cadre de la redevance sur les prélèvements en eau par les préleveurs aux agences de l'eau en métropole et aux offices de l'eau en outre-mer. L'eau domestique en France est un prélèvement d’eau inférieur ou égal à 1 000 m3 d’eau par an, utilisé par un particulier à ne pas confondre avec l'approvisionnement en eau potable. Du fait des catégories des usages pour déclarer les redevances, les usages sur lesquels sont répartis les usages prélevés sont principalement: la production d'énergie, les barrages (eau turbinée), l'alimentation de canaux, l'eau potable, l'industrie et l'irrigation,.
Le bilan des ressources internes en eau de la France (Les précipitations plus les eaux transfrontalières moins l'eau perdue par évaporation) s'élève à 170 milliards de mètres cubes par an.
En 2013, le volume d’eau douce prélevée pour la production d’eau potable, l'irrigation ou pour les usages industriels et le refroidissement des centrales électriques (c’est-à-dire en dehors du turbinage des barrages hydroélectriques) s’élève à 33 milliards de m3 pour la France métropolitaine. Ce sont donc approximativement 20 % des ressources en eau douce interne du pays qui sont prélevés.
Plus de 80 % de ce volume est puisé dans les eaux de surface (Onema 2016) :
- 17 milliards de m3 vont au refroidissement des centrales électriques dont 70 % sont allés en 2013, aux centrales nucléaires de Tricastin, Saint-Alban, Bugey, toutes trois situées sur le Rhône, suivies de Fessenheim (Rhin supérieur), respectivement 4 895 millions, 3 668 millions, 2 363 millions, 1 752 millions de m3[40].
- 5,6 milliards de m3 vont à l'alimentation des canaux ;
- 1,7 milliard de m3 vont à des usages principalement industriels ;
- 1,7 milliard de m3 vont à des usages principalement agricoles ;
- 1,7 milliard de m3 vont à la production d'eau potable.

Les principaux usages des eaux souterraines sont l'eau potable et l'agriculture:
- 3,6 milliards de m3 vont à la production d'eau potable ;
- 1,7 milliard vont à des usages principalement agricoles.

51 % du volume total prélevé d'eau douce est donc allé au refroidissement des centrales. Toutefois cette eau est la plupart du temps rejetée dans les eaux de surface. En conséquence, la part du nucléaire dans la consommation d'eau douce est évaluée à 12%.
- Plus de 26 milliards de m3 (2007) ont par ailleurs été prélevé dans la mer, pour les besoins des centrales de bord de mer[42].

La France est consommatrice d'eau pour l'irrigation, mais cela concerne surtout le sud-est et le sud-ouest, (Languedoc-Roussillon, Midi-Pyrénées, Aquitaine, le Centre se situe juste après. Rhône-Alpes, Poitou-Charentes, Pays de la Loire et Alsace irriguent également), pour le reste la France est favorisée par son climat pour une agriculture pluviale. Conformément à ce qui a été dit sur la différence entre consommation et prélèvement, l'agriculture est le plus gros consommateur d'eau et compte pour la moitié des volumes consommés. Alors que les quantités d'eau utilisée en industrie se sont stabilisés dans les années 1990, l'irrigation a continué de croitre. L'irrigation est saisonnière en France et arrive au moment où la ressource est plus rare et alors que d'autres secteurs, comme le tourisme, pèsent également sur la consommation. Les niveaux de prélèvements conduisent à des débits extrêmement faibles des cours d'eau (étiage) et à une détérioration des écosystèmes aquatiques.
Les prélèvements à usage industriel se retrouvent essentiellement dans les grandes régions industrielles et celles à activités industrielles consommatrices d’eau (agro-alimentaire, industrie papetière, chimie, pétrochimie, etc.): Rhône-Alpes, Alsace, Haute-Normandie, Lorraine, Aquitaine, Nord-Pas-de-Calais et Île-de-France.
Les utilisations de l'eau de mer :
- Des centrales nucléaires ayant des circuits de refroidissement ouverts prélèvent en mer (Gravelines, Penly, Paluel, Flamanville, centrale à circuit ouvert de bord de mer) ou en estuaire (Blayais à circuit ouvert, estuaire de la Gironde)[40].